# Реквием за кервана PQ – 17
„Реквием за кервана PQ – 17“ (на руски: Реквием каравану PQ-17) е исторически роман от съветския писател Валентин Пикул, написан през 1969-1970 г.

## Сюжет
Внимание:  Текстът по-долу разкрива сюжета на произведението (или части от него)!
По време на Втората световна война, САЩ и Великобритания организират доставки на различни военни товари за СССР през Северния Атлантически океан. Нацистка Германия полага големи усилия, за да спре тази линия на доставки. Цялата мощ на флотата на Хитлер е прехвърлена към пристанищата в окупирана Норвегия. В морето, във въздуха и във водата стават ожесточени битки между армиите на Германия и на антихитлеристката коалиция. В романа на Валентин Пикул е представена борбата не само чрез действията на генерали и адмирали, но също и чрез делата на обикновените войници, летци и моряци.
На 4 юли 1942 г. военните кораби, охраняващи конвой PQ-17, получават необяснимо лично нареждане от сър Дъдли Паунд, първият морски лорд на Адмиралтейството на Великобритания: „Convoy is to scatter!” (Конвоят да се разпръсне). Транспортните кораби на кервана, оставени без защита, стават лесна плячка за немските самолети и подводници. От 35 кораба от конвоя са потопени 24; убити са стотици британски, американски и съветски моряци; загубeно е огромно количество военни товари. Причините за този разгром се опитва да разбере Валентин Пикул.
Отделно голяма част от романа е посветена на личността на Н. А. Лунин, командир на подводница K-21. През лятото на 1942 г., K-21 охранява кервана PQ-17 и героично атакуват флагмана на флота на Хитлер, бойния кораб „Тирпиц“, отрязвайки пътя му към открито море.